# البطولة الوطنية المجرية 2001–02
البطولة الوطنية المجرية 2001–02 (بالمجرية: 2001–2002-es magyar labdarúgó-bajnokság)‏ هو الموسم 102 من البطولة الوطنية المجرية. أقيم خلال الفترة 14 يوليو 2001 وحتى 26 مايو 2002، وأشرف على تنظيمه اتحاد المجر لكرة القدم، وكان عدد الأندية المشاركة فيه 12، وفاز فيه زالايغيرزيغي تورنا إغيليت.